# Майтобе (село, Жетысуская область)
Майтобе (каз. Майтөбе, до 199? г. — Шанханайская РТС) — село в Кербулакском районе Жетысуской области Казахстана. Входит в состав Шанханайского сельского округа. Код КАТО — 194663300.

## Население
В 1999 году население села составляло 489 человек (243 мужчины и 246 женщин). По данным переписи 2009 года, в селе проживали 442 человека (217 мужчин и 225 женщин).